# Агарунов, Дмитрий Гаврилович
Дмитрий Гаврилович Агарунов (р. 13 августа 1968, Ярославль) — российский предприниматель, основатель и руководитель медиакомпании Gameland.

## Биография
Агарунов родился в Ярославле в жилом районе Брагино. учился в трех ярославских средних школах — № 62, № 29 и № 33 (выпускником которой были и братья Блаватники), а также в ПТУ № 2 по специальности «токарь». Работал токарем на Ярославском Заводе Топливной Аппаратуры, служил 2 года в рядах Советской Армии. Закончил три курса в МГТУ им. Баумана.
Дмитрий  является отцом семерых детей — сыном от первого брака и шестью дочерьми от второго брака.
В 2008 году Агарунов основал синагогу и еврейский общинный центр в московском районе Хамовники — http://sredisvoih.com/
Первый серьёзный бизнес организовал в начале 1990-х со стартовым капиталом 700 долларов. С 1992 по 1998 год занимался импортом и розничной торговлей видеоиграми и игровыми приставками. Закупив партию популярных китайских приставок, он начал продавать их в магазине на Новом Арбате. Через год магазин уже стал известен и начал преобразоваться в сеть. После того как Дмитрий безуспешно пытался прорекламировать свой бизнес в двух специализированных игровых изданиях, он решил заполнить данную нишу и основал журнал о компьютерных играх «Страна игр». Первый номер журнала «Страны игр» был продан за несколько недель. С этого журнала началась медийная история компании Gameland, которая в разные годы выпускала такие журналы как «Хулиган», Total Football, «Тюнинг автомобилей», Total DVD, Smoke, «Свой бизнес», «Вышиваю крестиком» и другие, производила вещание на кабельных каналах Gameland TV и MANTV.
В 2000-е Агарунов продолжил образование. Он прослушал ряд специализированных курсов для руководителей компаний и предпринимателей в Стокгольмской школе экономики в России (курс «Бренд и корпорат. религия», 2004) в Стэнфордской школе бизнеса (специальность «Предпринимательская деятельность», 2004 и «Издательское дело», 2007), Массачусетском технологическом институте (курс «Рождение гигантов», 2006). Дмитрий считает непрерывное образование составной частью своей жизни и продолжает тратить около 200 часов в год на обучение.
В 2013 году компания Gameland закрыла большинство своих бумажных журналов и сфокусировалась на проекте, посвященный кибербезопасности — Хakep.ru. Проект является самым посещаемым в этой области на русском языке и один из крупнейших ресурсов в мире.

## Достижения и награды
- 2007 — Дмитрий Агарунов был признан «Медиаменеджером России — 2007» в категории прессы.
- 2008 — компания под его руководством получает премию HR Бренд года
- Агарунов возглавлял российское отделение YPO (всемирная организация Young President Organization) с 2007-го по 2009-й год
- В деловых периодических изданиях опубликовано более 40 интервью и статей с Д.Агаруновым, в том числе в изданиях: «Коммерсантъ», «Ведомости», «Секрет Фирмы» и др.[1]
- C 2005 года состоит в российском отделении международной Организации Предпринимателей

## Религия
Дмитрий исповедует иудаизм. Является основателем Еврейской общины в Хамовниках «Среди своих».

## Агарунов в Интернете и СМИ
Дмитрий Агарунов многие годы делится своим личным профессиональным опытом, успехами и трудностями с широким кругом предпринимателей и просто интересующихся людей. Вышло более сорока его статей и колонок в российском Форбс, журнала Секрет Фирмы и Свой Бизнес.
c 2017 Дмитрий ведет свой канал анекдотов Вечерний Агарунов в телеграмме: https://web.telegram.org/#/im?p=@agarunovjokes